# Kenan Sofuoğlu
Pour les articles homonymes, voir Sofuoğlu.
Kenan Sofuoğlu, né le 25 août 1984, à Adapazarı en Turquie, est un pilote de vitesse moto turc. Il a remporté cinq fois le championnat du monde Supersport en 2007 et 2010 avec Honda, et en 2012, 2015 et 2016 avec Kawasaki. Il devient ainsi le plus titré du championnat du monde de Supersport.

## Carrière

### Les débuts (2000-2005)
Après avoir fait ses classes dans le championnat turc, Kenan Sofuoğlu part en Allemagne où il remporte la R-6 Cup en 2002 puis termine deuxième du championnat d'Allemagne Supersport l'année suivante. La même année, il dispute trois épreuves en championnat du monde Supersport où il terminera seizième à Valence mais abandonnera sur le circuit d'Oschersleben et à Magny-Cours.
Remarqué par Yamaha, Kenan Sofuoğlu dispute, en 2004, le championnat d'Europe 1000 Superstock (une antichambre du Superbike). Pour sa première année dans cette catégorie, le turc décroche cinq podiums sur neuf courses (une seconde place et quatre troisième places), ce qui le place finalement à la troisième place du classement général final. En 2005, alors qu'il est le grand favori de la Coupe F.I.M 1000 Superstock, Kenan Sofuoğlu termine second du championnat derrière le belge Didier Van Keymeulen pour six points.

### Championnat du monde Supersport (2006-2007)
Les débuts en Supersport de Kenan Sofuoğlu sont plutôt bons puisqu'il réalise une fin de saison pleine de promesses avec deux troisième places à Brno et à Brands Hatch, il remporte aussi ses deux premières courses à Assen et à Lausitz et termine deuxième à Imola et à Magny-Cours. Grâce à lui, Sébastien Charpentier a pu remporter son deuxième titre en Supersport car lorsque le Français était blessé, Kenan Sofuoğlu empêchait Kevin Curtain de prendre le maximum de points possibles. Pour sa première campagne complète en Supersport, le Turc termine troisième du classement final, derrière Sébastien Charpentier et Kevin Curtain.
Pour la saison suivante, Kenan Sofuoğlu reste encore dans l'ombre de Sébastien Charpentier mais 2007 ne se passera finalement pas comme prévu. Avec les blessures de son coéquipier et de Kevin Curtain, Kenan Sofuoğlu se retrouve soudain seul au monde et remportera huit épreuves sur treize. Il devient donc champion du monde Supersport avec 276 points contre 133 points pour le deuxième, Broc Parkes. Il est le premier turc à devenir champion du monde moto et devient un héros dans son pays.

### Année difficile en Superbike (2008)
Kenan Sofuoğlu passe ensuite en Superbike avec la même équipe, Hannspree Honda Ten Kate. Durant l'intersaison, on l'annonce comme outsider pour le titre et il est même craint par Troy Bayliss. Mais il n'arrivera jamais à s'adapter à cette catégorie et, avec le décès de son frère aîné Sinan, Kenan est complètement démotivé. Sa meilleure performance ne sera qu'une neuvième place lors de la première course de Magny-Cours. Il termine le championnat à une décevante dix-huitième place. À la fin de la saison, Kenan Sofuoğlu redescend en Supersport et réalise un hat-trick (pole position, victoire et meilleur tour) pour la dernière course sur le nouveau circuit portugais de Portimao, se classant finalement dix-neuvième du championnat avec 25 pts.

### Retour triomphal en Supersport (2009-2010)

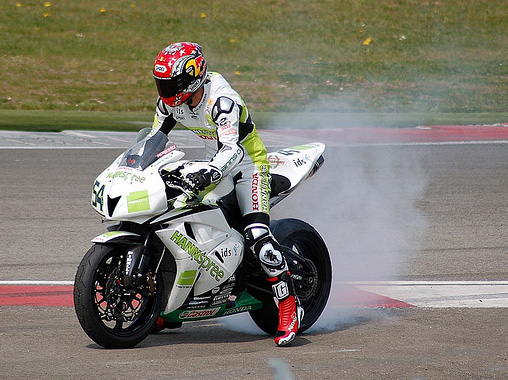
Kenan Sofuoğlu, dans le stand du team Technomag-CIP, lors du GP du Portugal, le 30 avril 2011

Toujours avec l'équipe Hannspree Honda Ten Kate, Kenan Sofuoğlu dispute une nouvelle saison en championnat du monde Supersport pour essayer de devenir double champion du monde dans cette catégorie.
Cal Crutchlow lui volera la vedette et Kenan terminera troisième du championnat 2009. Il prend cependant sa revanche en remportant son second titre en 2010 avec trois victoires et treize podiums sur treize possibles à la clé.

### Moto2 (2010-2011)

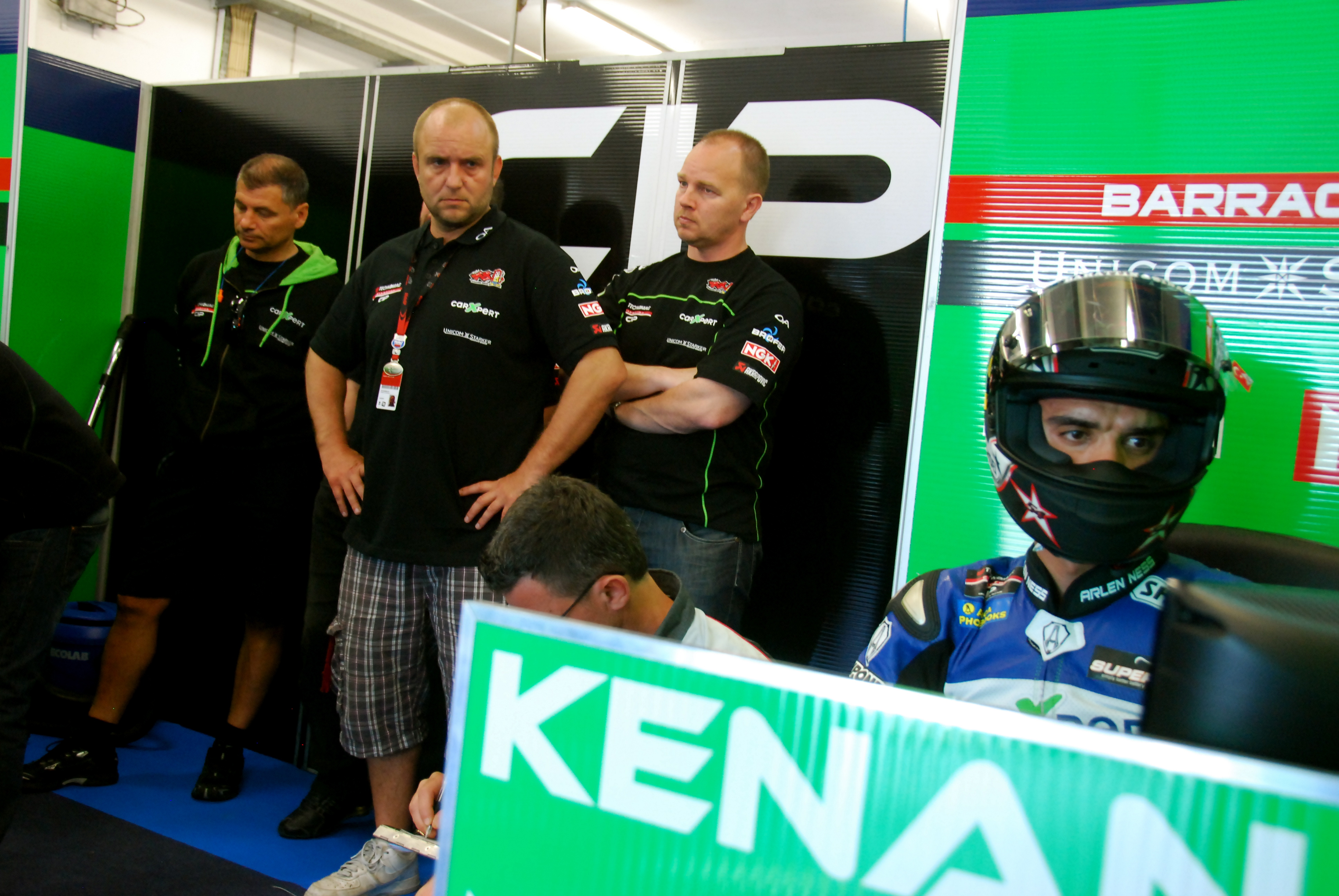
Osman menant ses hommes à la bataille

Il est contacté par Alain Bronec, patron du Team Technomag-CIP qui fait courir des Suter privés. Il remplace le prometteur Shoya Tomizawa, décédé. Il marque onze points en deux courses et se fait remarquer favorablement en étant bien placé à Valence avant de chuter. Il termine la saison à la vingt-neuvième place du classement Moto2. Il est confirmé par Bronec pour 2011 à la mi-novembre.
La première saison complète de Kenan Sofuoğlu s'avère assez compliquée et son seul exploit est une seconde place au Grand Prix des Pays-Bas. Il termine la saison à la quinzième place avec un podium et 59 points à son actif. Finalement, il décide de revenir au championnat du monde Supersport pour la saison 2012 avec l'équipe Lorenzini by Leoni qui aura les Kawasaki ZX6R officielles.

### Second retour en Supersport (2012)
Le 9 novembre 2011, son retour en Supersport avec Kawasaki est confirmé. Lors de la première manche, en Australie, il remporte sa première victoire en Supersport depuis plus d'un an. Il obtient cette année 4 victoires et 9 podiums pour être titré la 3e fois après l'épreuve de Portimao. Son principal rival cette année fut le français Jules Cluzel.

## Carrière politique
Il élu député aux élections législatives turques de 2018 sous les couleurs du parti au pouvoir AKP dans la circonscription de Sakarya.